# Serbia otomana

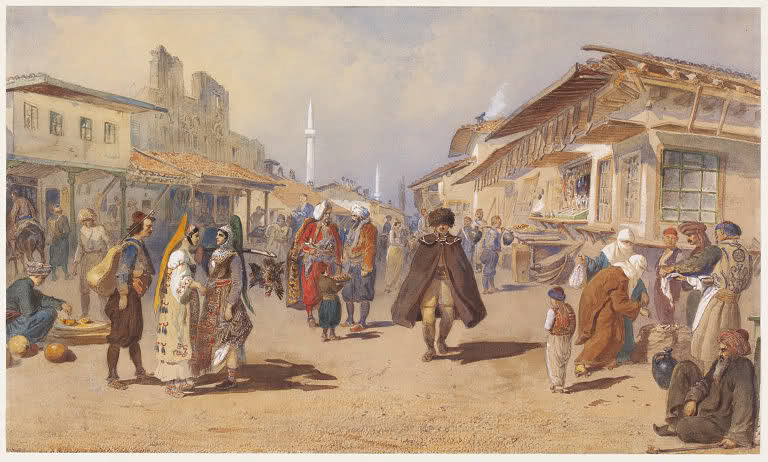
La entrada en ruinas del príncipe Eugenio en Belgrado, cuadro del pintor austríaco Carl Goebel (1865).

El término Serbia otomana es utilizado para nombrar el territorio de las actuales Serbia y Kosovo bajo poder del Imperio otomano durante toda la Edad Moderna, especialmente la Serbia Central, a diferencia de Vojvodina, que ha pasado al Imperio Habsburgo a partir de finales del siglo XVII (con varias tomas de Serbia Central también). La cultura otomana influyó significativamente en la región, en la arquitectura, la cocina, el idioma y la vestimenta, especialmente en las artes y la llegada del islam al país de los serbios.
En los siglos XIV y XV, el Despotado de Serbia fue sometido por la conquista otomana de los Balcanes. Los otomanos derrotaron a los serbios en la batalla de Maritsa en 1371, convirtiéndose en vasallos de los gobernadores del sur. Poco después, el emperador serbio Stefan Uroš V murió; como no tenía hijos y la nobleza no podía ponerse de acuerdo sobre el heredero legítimo, el Imperio fue gobernado posteriormente por señores provinciales semiindependientes, que a menudo estaban en disputas entre sí. El más poderoso de estos, el Zar Lazar, un duque de la actual Serbia central (que aún no había estado bajo el dominio otomano), se enfrentó a los otomanos en la batalla de Kosovo en 1389. El resultado fue indeciso, pero resultó en la posterior caída de serbia. Stefan Lazarević, el hijo de Lazar, lo sucedió como gobernante, pero en 1394 se había convertido en un vasallo otomano. En 1402 renunció al gobierno otomano y se convirtió en un aliado de Hungría, y los años que siguieron se caracterizaron por los otomanos y Hungría luchando por el territorio de Serbia. En 1453, los otomanos conquistaron Constantinopla y en 1458 se tomó Atenas. En 1459, Serbia fue anexada, seguida de Grecia un año después.
Se llevaron a cabo varias revueltas menores, fallidas y de corta duración contra el gobierno otomano, principalmente con la ayuda de los Habsburgo; 1594, 1688-1691, 1718-1739 y 1788. En 1799, los dahia (líderes jenízaros, infantería de alto estatus en las provincias) se hicieron cargo del Sanjak de Smederevo, renunciando al Sultán e imponiendo impuestos más altos. Entre el 23 y el 29 de enero de 1804, asesinaron a los intelectuales y nobles más notables, conocidos como la Masacre de los Duques. En represalia, los serbios tomaron las armas y en 1806 mataron o expulsaron a todos los dahia, pero la lucha no se detuvo, cuando el Sultán tenía que enviar al nuevo Pasha a la provincia, los serbios lo mataron. La revuelta continuó, en lo que se conocería como el Primer Levantamiento Serbio, con los serbios bajo Karađorđe derrotando a los turcos en varias batallas, liberando a la mayor parte del centro de Serbia; se estableció un gobierno en pleno funcionamiento. En 1813, los serbios sufrieron una gran derrota, una rebelión fracasada siguió en 1814, y en 1815 comenzó el Segundo levantamiento serbio. En 1817, Serbia era de facto independiente (como Principado de Serbia).

## Historia

### Guerras por el territorio serbio (1389-1540)

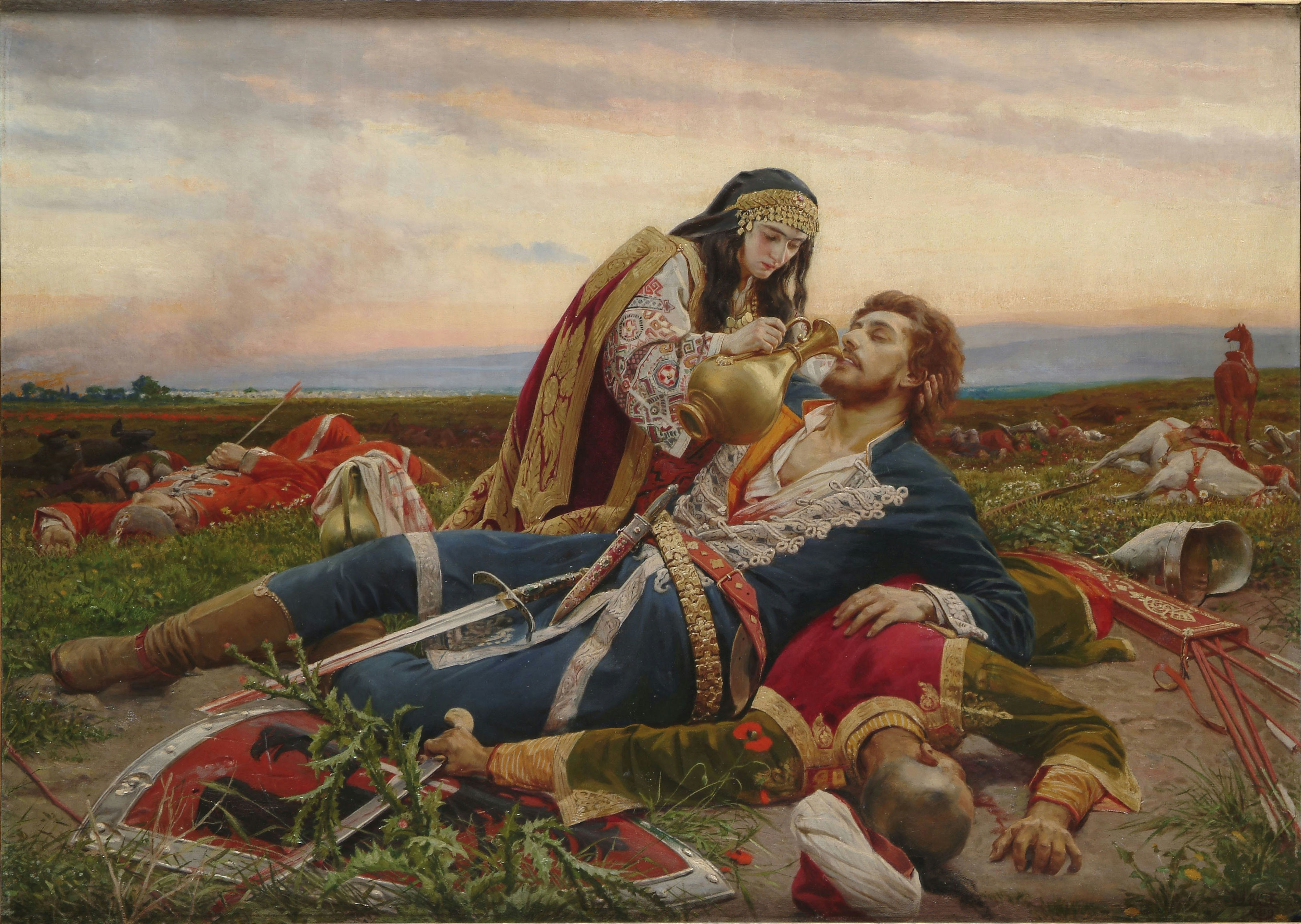
Kosovka devojka (La dama de Kosovo), ilustración de Uroš Predić.

Los turcos derrotaron al ejército serbio en dos batallas cruciales: en las orillas del río Maritsa en 1371, donde fueron vencidas las huestes del noble serbio Mrnjavčević, en la moderna Macedonia del Norte; y en la batalla de Kosovo en Kosovo Polje (Campo de Kosovo) en 1389. Esta batalla enfrentó a las tropas vasallas que mandaba el príncipe Lazar con el sultán turco Murad I. Según la tradición popular serbia, el combate terminó con la legendaria «repentina partida» de las tropas serbias de Branković. El sultán Murad I, aunque victorioso en la batalla, fue apuñalado y asesinado más tarde por un noble serbio llamado Miloš Obilić, quien fue hecho prisionero dentro de su tienda, donde los turcos esperaban que prestara homenaje al sultán. El propio Obilić fue inmediatamente pasado por las armas por los guardaespaldas jenízaros del difunto sultán.
La batalla de Kosovo definió el destino de Serbia, porque después de ella careció de fuerza para afrontar a los turcos. Este fue un período inestable marcado por el gobierno del hijo del príncipe Lazar, el déspota Esteban Lazarević, verdadero caballero de estilo europeo, jefe militar e incluso poeta. Junto con su primo Đurađ Branković, trasladó la capital hacia el norte, a la ciudad fortificada de Smederevo, recientemente construida. Los turcos continuaron su conquista hasta que finalmente tomaron todo el territorio del norte de Serbia en 1459, cuando Smederevo cayó en sus manos. Los únicos territorios serbios libres eran partes de Bosnia y Zeta. Después de la caída del reino de Bosnia en 1496, Serbia fue gobernada por el Imperio otomano durante casi tres siglos. Un principado serbio bajo protección húngara se creó tras la caída del despotado serbio por los Branković (luego otros nobles se hicieron con el trono) en lo que hoy es Eslavonia, Voivodina, el norte de Serbia y Bosnia. El estado pasó toda su existencia luchando contra los otomanos y representó la continuación de lo que quedaba del Reino de Serbia. Cayó en 1540 cuando la conquista otomana de las tierras serbias, que duró cerca de doscientos años de guerra continua, finalmente se completó.

### Hungría y Serbia (1389-1540)

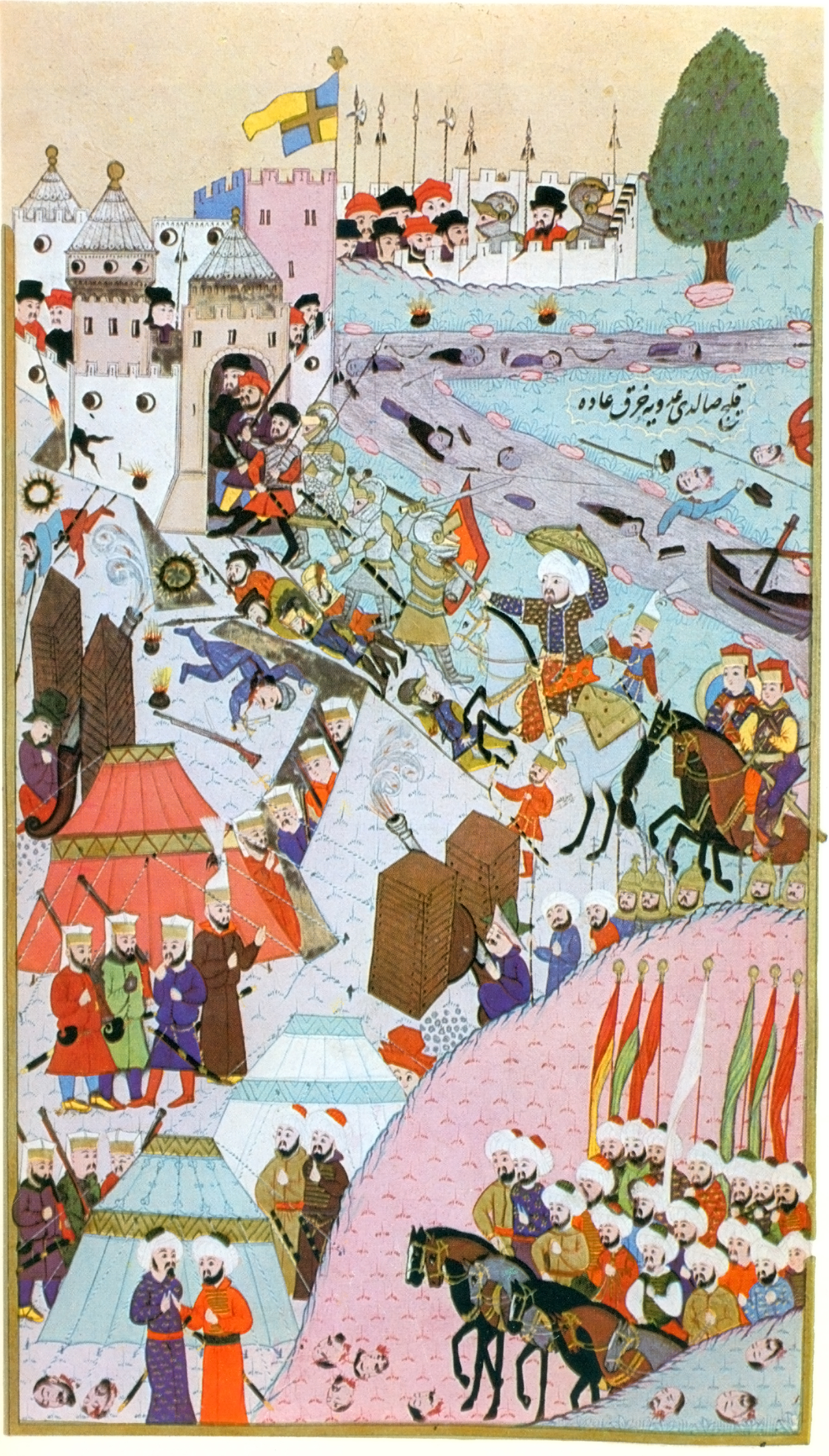
Ejército otomano durante el asedio de Belgrado.

A partir del siglo XIV, un número creciente de serbios comenzó a migrar hacia el norte a la región hoy conocida como Vojvodina, que estaba entonces bajo el dominio del Reino de Hungría. Los reyes húngaros alentaron la inmigración de serbios al reino y contrataron a muchos de ellos como soldados y guardias de fronteras. Por lo tanto, la población serbia de esta región aumentó enormemente. Durante la lucha entre el Imperio Otomano y Hungría, esta población serbia intentó una restauración del estado serbio. En la batalla de Mohač el 29 de agosto de 1526, la Turquía otomana destruyó al ejército del rey húngaro-bohemio Louis Jagellion, quien murió en el campo de batalla. Después de esta batalla, Hungría dejó de ser un estado independiente y gran parte de su territorio anterior se convirtió en parte del Imperio otomano. Poco después de la batalla de Mohács, el jefe de los mercenarios serbios en Hungría, Jovan Nenad, estableció su gobierno en Bačka, en el norte del Banato, y en una pequeña parte de Sirmia (estas tres regiones son ahora partes de Voivodina). Creó un Estado independiente con capital en la ciudad de Subotica. En el apogeo de su poder, Jovan Nenad se coronó emperador serbio en Subotica. Aprovechando la situación militar y política extremadamente confusa, los nobles húngaros de la región unieron fuerzas contra él y derrotaron a las tropas serbias en el verano de 1527. El emperador Jovan Nenad fue asesinado y su estado se desintegró.
Después del asedio de Belgrado, Solimán I instaló a los serbios en el cercano bosque de Constantinopla, el actual Bahçeköy, llamado «bosque de Belgrado».

### Austria y Serbia
Las potencias europeas, y Austria en particular, lucharon muchas guerras contra el Imperio Otomano, apoyándose en la ayuda de los serbios que vivían bajo el dominio otomano. Durante la guerra austriaco-turca (1593-1606), en 1594, los serbios organizaron un levantamiento en el Banat, la parte panónica de Turquía. Sinan Pasha tomó represalias quemando los restos de San Sava, el santo más sagrada de todos los serbios. Los serbios crearon otro centro de resistencia en Herzegovina, pero cuando Turquía y Austria firmaron la paz, fueron abandonados a la venganza turca. Esta secuencia de eventos se hizo habitual en los siglos que siguieron.

### La Gran Guerra entre los otomanos y la Liga Santa
La Gran Guerra entre los otomanos y la Liga Santa tuvo lugar entre 1683 y 1699. La Liga Santa fue creada con el patrocinio del Papa e incluyendo a Austria, Polonia y Venecia. Estos tres poderes incitaron a los serbios a rebelarse contra las autoridades otomanas, y pronto los levantamientos y la guerra de guerrillas se extendieron por los Balcanes occidentales, desde Montenegro y la costa dálmata hasta la cuenca del Danubio y la antigua Serbia (Macedonia, Raška, Kosovo y Metohija). Sin embargo, cuando los austriacos comenzaron a retirarse de Serbia, invitaron al pueblo serbio a venir con ellos a los territorios austriacos. Teniendo que elegir entre las represalias otomanas y vivir en un estado cristiano, los serbios abandonaron sus casas y se dirigieron hacia el norte liderado por el patriarca Arsenije Čarnojević.

### Guerra austriaco-otomana
Otro episodio importante en la historia serbia tuvo lugar en 1716-1718, cuando los territorios étnicos serbios que iban desde Dalmacia y Bosnia y Herzegovina hasta Belgrado y la cuenca del Danubio se convirtieron en el campo de batalla para una nueva guerra austriaco-otomana lanzada por el Príncipe Eugenio de Saboya. Los serbios se aliaron una vez más con Austria. Después de que se firmó un tratado de paz en Požarevac, los otomanos perdieron todas sus posesiones en la cuenca del Danubio, así como en el norte de Serbia, el norte de Bosnia y partes de Dalmacia y el Peloponeso.
La última guerra austriaco-otomana fue conocida como la Guerra Dubica (1788-1791), cuando los austriacos instaron a los cristianos en Bosnia a rebelarse. No hubo guerras posteriores hasta el siglo XX, lo que marcó la caída de los dos poderosos imperios (en ese momento, Austria se había convertido en Austria-Hungría).

## Revueltas

### Levantamiento del Banato (1594)

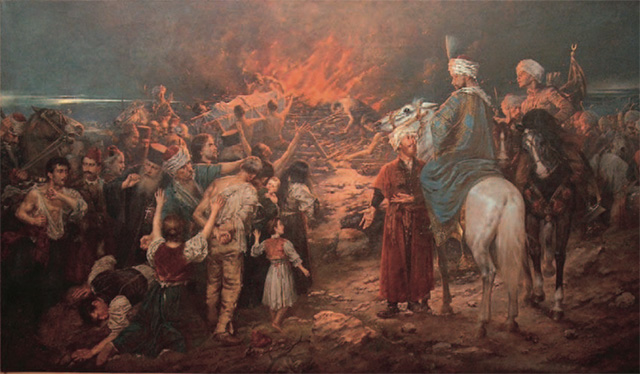
La quema de los restos de San Sava después del levantamiento del Banato provocó que los serbios de otras regiones se rebelaran contra los otomanos.

En la región del Banato, que entonces formaba parte del eyalato otomano de Temeşvar, en el área alrededor de Vršac, se inició un gran levantamiento contra el Imperio otomano en 1594. Fue el mayor levantamiento del pueblo serbio contra el dominio otomano hasta la fecha. El líder de este levantamiento fue Teodor Nestorović, el obispo de Vršac. Otros líderes fueron Sava Ban y el voivoda Velja Mironić.
Durante un corto tiempo, los rebeldes serbios capturaron varias ciudades en Banat, incluyendo Vršac, Bečkerek y Lipova, así como Titel y Bečej en Bačka. El tamaño de este levantamiento se ilustra en el verso de una canción nacional serbia: "Sva se butum zemlja pobunila, Stestina podiglo se sela, Svak na cara pušku podigao!" ("Toda la tierra se ha rebelado, se levantaron seiscientos pueblos, todos apuntaron su arma contra el emperador"). La rebelión tenía el carácter de una guerra santa, los rebeldes serbios portaban banderas con la imagen de San Sava. Sinan Pasha, quien dirigió el ejército otomano, ordenó que trajeran de Damasco la bandera verde de Damasco para contrarrestar la bandera serbia, y quemaron los restos mortales de San Sava en Belgrado.
Finalmente, el levantamiento fue aplastado, y la mayoría de los serbios de esta región, temiendo represalias otomanas, huyeron a Transilvania, dejando la región del Banato desierta.

### Levantamiento serbio de 1596-97
El Levantamiento serbio de 1596-97 fue organizado por el Patriarca Jovan Kantul y dirigido por Grdan.

### Revueltas planeadas con ayuda rusa
- El serbio-ruso Sava Vladislavich mantuvo contactos comerciales con otros serbios y tuvo la impresión de que se rebelarían contra el sultán tan pronto como el zar invadiera los principados danubianos. Habiendo lanzado la invasión en 1711, el Zar Pedro lo envió en una misión a Moldavia y Montenegro, cuya población se esperaba que Vladislavich incitara a la rebelión. Poco surgió de estos planes, a pesar de la ayuda de un coronel prorruso, Michael Miloradovich (el antepasado del Conde Miloradovich). Se ha conservado una inscripción de esa época, en una crónica: «En el año 1711, Mihailo Miloradovich llegó a Montenegro, para gran desgracia del Monasterio y de Montenegro... [para Vizir Kiuprili en 1714] arrasó Montenegro y destruyó la iglesia y el Monasterio».
- Petar I Petrović-Njegoš, el Príncipe-Obispo de Montenegro fue el creador de un plan para formar un nuevo Imperio Serbio fuera de Bosnia, Serbia, Herzegovina y Montenegro, con Dubrovnik como su Capital Imperial. En 1807 durante la Guerra ruso-turca, envió una carta al general ruso del ejército del Danubio sobre este tema: «El zar ruso sería reconocido como el Zar de los serbios y el metropolitano de Montenegro sería su asistente. El papel principal de la restauración del Imperio serbio pertenece a Montenegro».

### Toma de los Habsburgo (1686-91); (1718-1739); (1788-1793)
Desde 1718 hasta 1739, el país fue conocido como el Reino de Serbia (1718-1739). La caída de este reino en la Guerra Austro-Turca (1737-1739), fue seguida por las grandes migraciones serbias del Imperio otomano a las tierras de los Habsburgo.
En la segunda mitad del siglo, el oficial Koča Anđelković dirigió una exitosa rebelión contra los otomanos con la ayuda de Austria y de nuevo colocó a Serbia bajo el dominio de los Habsburgo, el territorio era conocido como la frontera de Koča. Terminó con el Tratado de Sistova y la retirada de los austriacos.

### Objetivo de Tekelija
Sava Tekelija, noble serbio, doctor en derecho y patrono de las artes, tuvo un papel importante en la vida cultural de los serbios en la monarquía de los Habsburgo, así como en la vida política general del reino. En la reunión de Timișoara en 1790, pronunció un famoso discurso en el que abogó por la inclusión legal de los privilegios serbios. Apoyó su punto de vista con un análisis minucioso de los privilegios con argumentos legales, afirmando que la ley presentaba una autoridad superior a la voluntad de los individuos, los gobernantes, por lo que los privilegios estarían mejor protegidos si se los incluía en las leyes húngaras. En el momento del Primer Levantamiento, hizo el mapa de las tierras serbias, que actuó como un programa político. Envió cartas a Napoleón, proponiendo el establecimiento de una unidad política eslava del sur, con Serbia como núcleo, incluidas las partes conquistadas por Francia, de las cuales se formarían las provincias ilirias.
Para lograr el objetivo de esta unidad política, propuso que Francia ayudara a la Revolución serbia, porque evitaría la penetración y la influencia rusa en estos territorios. Envió una carta similar al emperador austriaco Francisco I en 1805, proponiendo otras alianzas políticas, también con el objetivo de prevenir la influencia rusa. Su proyecto implicaba el establecimiento de un estado serbio, o más precisamente, un estado eslavo del sur. Sus obras muestran su visión del futuro potencial de las naciones eslavas del sur.

### 1791-1804

Bajalato de Belgrado en 1791.

La retirada de los austriacos de Serbia en 1791 marcó el final de la rebelión serbia de Kočina Krajina, que fue iniciada por Austria en 1788. Sin embargo, Austria necesitaba resolver la guerra y devolver la región de Belgrado al Imperio Otomano. A pesar de las garantías en que Austria había insistido, muchos de los participantes en el levantamiento y sus familias se exiliaron en Austria. Las reformas hechas por la Sublime Puerta para aliviar la presión sobre los serbios fueron solo temporales; para 1799 el cuerpo de jenízaros había regresado, suspendido la autonomía serbia y aumentó drásticamente los impuestos, aplicando la ley marcial en Serbia.
Líderes serbios de ambos lados del Danubio comenzaron a conspirar contra las dahias. Cuando se enteraron, rodearon y asesinaron a decenas de nobles serbios en la plaza principal de Valjevo en un evento conocido hoy como Seča knezova (Matanza de los duques en 1804). La masacre indignó al pueblo serbio e incitó la revuelta en el Pashalik de Belgrado. A los pocos días, en la pequeña aldea de Šumadija de Orašac, los serbios se reunieron para proclamar el levantamiento y eligieron a Karađorđe Petrović como líder. Esa tarde, una posada turca (caravanserai) en Orašac fue incendiada y sus residentes huyeron o fueron asesinados, seguidos de acciones similares en todo el país. Pronto se liberaron las ciudades de Valjevo y Požarevac, y se inició el asedio de Belgrado.
Inicialmente, luchando para restablecer sus privilegios locales dentro del sistema otomano (hasta 1807), los revolucionarios, apoyados por la acaudalada comunidad serbia del Imperio austriaco meridional (actual Voivodina) y los oficiales serbios de la frontera militar austriaca, se ofrecieron para ser puestos bajo la protección de los imperios de Habsburgo, Rusia y Francia respectivamente, entrando, como un nuevo factor político, en las aspiraciones convergentes de las Grandes Potencias durante las guerras napoleónicas en Europa.

### Primer levantamiento serbio (1804-1813)
Durante casi 10 años del Primer Levantamiento Serbio (1804-1813), Serbia se percibió como un estado independiente por primera vez después de 300 años de ocupaciones otomanas y austriacas de corta duración. Alentadas por el Imperio ruso, las demandas de autogobierno dentro del Imperio otomano en 1804 se convirtieron en una guerra por la independencia en 1807. Combinando la democracia campesina patriarcal con los objetivos nacionales modernos, la revolución serbia atraía a miles de voluntarios entre los serbios de todos los Balcanes y Europa Central. La revolución serbia finalmente se convirtió en un símbolo del proceso de construcción de la nación en los Balcanes, provocando disturbios campesinos entre los cristianos tanto en Grecia como en Bulgaria. Tras el exitoso asedio con 25 000 hombres, el 8 de enero de 1807, el carismático líder de la revuelta Karađorđe Petrović proclamó Belgrado como la capital de Serbia.
Los serbios respondieron a las brutalidades otomanas estableciendo sus instituciones separadas: el Consejo de Gobierno (Praviteljstvujušči Sovjet), la Gran Academia (Velika škola), la Academia Teológica (Bogoslovija) y otros organismos administrativos. Karađorđe y otros líderes revolucionarios enviaron a sus hijos a la Gran Academia, que también tuvo entre sus alumnos a Vuk Stefanović Karadžić (1787-1864), el famoso reformador del alfabeto serbio. Belgrado fue repoblada por líderes militares locales, comerciantes y artesanos, pero también por un importante grupo de serbios ilustrados del Imperio de Habsburgo que dieron un nuevo marco cultural y político a la sociedad campesina igualitaria de Serbia. Dositej Obradović, una figura prominente de la Ilustración de los Balcanes, el fundador de la Gran Academia, se convirtió en el primer ministro de Educación de Serbia en 1811.
Tras la invasión francesa en 1812, el Imperio ruso retiró su apoyo a los rebeldes serbios; no dispuestos a aceptar nada menos que la independencia, los revolucionarios lucharon para someterse después de la incursión otomana en Serbia. Una cuarta parte de la población de Serbia (en este momento alrededor de 100 000 personas) fue exiliada al Imperio de Habsburgo, incluido el líder del Levantamiento, Karađorđe Petrović. Recapturada por los otomanos en octubre de 1813, Belgrado se convirtió en un escenario de brutal venganza, con cientos de ciudadanos masacrados y miles vendidos como esclavos en Asia. El gobierno directo otomano también significó la abolición de todas las instituciones serbias y el regreso de los turcos otomanos a Serbia.

### La revuelta de Hadži-Prodan (1814)

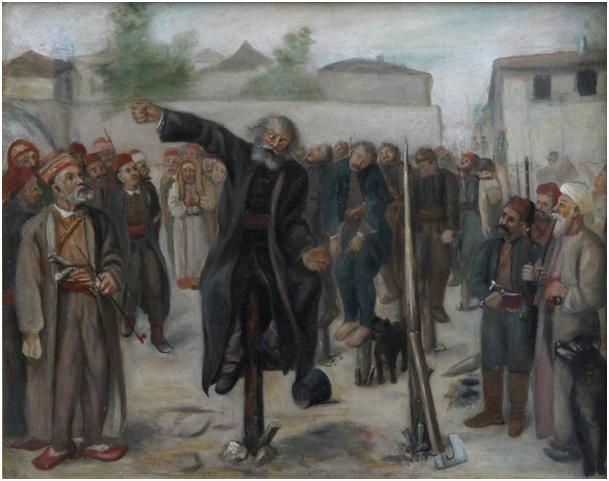
La revuelta de Hadži-Prodan (1814) terminó con el empalamiento de sus líderes rebeldes serbios a manos otomanas.

A pesar de la batalla perdida, las tensiones persistieron. En 1814, Hadži Prodan Gligorijević, uno de los veteranos del primer levantamiento serbio, lanzó una revuelta fallida. Sabía que los turcos lo arrestarían, por lo que pensó que lo mejor sería resistir a los otomanos; Milos Obrenović, otro veterano, sintió que no era el momento adecuado para un levantamiento y no brindó asistencia.
El levantamiento de Hadži Prodan pronto fracasó y huyó a Austria. Después de un disturbio en una finca turca en 1814, las autoridades turcas masacraron a la población local y empalaron públicamente a 200 prisioneros en Belgrado. Para marzo de 1815, los serbios habían celebrado varias reuniones y decidido una nueva revuelta.

### Segundo levantamiento serbio (1815-1817)
El segundo levantamiento serbio (1815-1817) fue una segunda fase de la revolución nacional de los serbios contra el Imperio otomano, que estalló poco después de la brutal anexión del país a Constantinopla y la fallida revuelta de Hadži Prodan. El consejo revolucionario proclamó un levantamiento en Takovo (Gornji Milanovac) el 23 de abril de 1815, con Milos Obrenović elegido como líder (mientras Karađorđe todavía estaba en el exilio en Austria). La decisión de los líderes serbios se basó en dos razones: en primer lugar, temían una masacre general de knezes; en segundo lugar, se enteraron de que Karađorđe planeaba regresar del exilio en Rusia. La facción anti-Karađorđe, incluido Miloš Obrenović, estaba ansiosa por impedir a Karađorđe y mantenerlo fuera del poder.
Los combates se reanudaron en Pascua en 1815, y Milos se convirtió en el líder supremo de la nueva revuelta. Cuando los otomanos descubrieron esto, condenaron a muerte a todos sus líderes. Los serbios lucharon en batallas en Ljubic, Čačak, Palez, Požarevac y Dublje y lograron reconquistar el Sanjacado de Smederevo. Milos abogó por una política de moderación: los soldados otomanos capturados no fueron asesinados y los civiles fueron liberados. Su objetivo anunciado no era la independencia, sino el fin de la mala administración abusiva.
Algunos eventos europeos más amplios ahora ayudaron a la causa serbia. Los medios políticos y diplomáticos en las negociaciones entre el Príncipe de Serbia y la Sublime Puerta, en lugar de nuevos enfrentamientos de guerra, coincidieron con las reglas políticas en el marco de la Europa de Metternich. El príncipe Miloš Obrenović, un político astuto y diplomático capaz, para confirmar su lealtad ganada a la Puerta, en 1817, ordenó el asesinato de Karađorđe Petrović. La derrota final de Napoleón en 1815 planteó los temores turcos de que Rusia podría intervenir nuevamente en los Balcanes. Para evitar esto, el sultán accedió a hacer que Serbia fuera un estado semiindependiente nominalmente responsable ante la Puerta.